# Jay Chamberlain
Jay Chamberlain (ur. 29 grudnia 1925 w Los Angeles, Kalifornia, zm. 1 sierpnia 2001 w Tucson, Arizona) – były amerykański kierowca wyścigowy. Wystąpił w jednym z trzech zaplanowanych wyścigów – Grand Prix Wielkiej Brytanii 21 lipca 1962 roku. W wyścigach o Grand Prix Niemiec i Grand Prix Włoch został zdyskwalifikowany. Jeździł w zespole Ecurie Excelsior. Nie zdobył żadnego punktu. W klasyfikacji kierowców zajął 20. miejsce.

## Statystyki
| Sezony | Zgł. | Starty | PKT | Najwyższa pozycja (mistrzostwa) | P1 | P2 | P3 | Punkt. | PP | NO | NS | DK | Zespoły |
| ------ | ---- | ------ | --- | ------------------------------- | -- | -- | -- | ------ | -- | -- | -- | -- | ------- |
| 9      | 14   | 11     | 0   | 20                              | 0  | 0  | 0  | 0      | 0  | 0  | 8  | 3  | 1       |